# Lodovico Grossi da Viadana
Lodovico Grossi da Viadana (né en 1560 à Viadana, dans la province de Mantoue, en Lombardie - mort le 2 mai 1627 à Gualtieri) est un compositeur italien de la fin du XVIe et du début du XVIIe siècle.

## Biographie
Né à Viadana, un hameau du duché de Mantoue, il est membre de la famille Grossi, mais adopte le nom de sa ville natale, comme le veut la coutume, quand il entre dans l'Ordre des frères mineurs (Franciscains). Il est probable qu'il ait étudié avec Costanzo Porta, sans que des sources fiables puissent en donner la preuve.
Nommé chef du chœur de la cathédrale San Pietro de Mantoue avant janvier 1594, il s'installe à Rome en 1597, où il demeure pendant quelques années. Par la suite, il occupe successivement le poste de maître de chapelle au couvent San Luca de Crémone (1602), à la cathédrale de Concordia Sagittaria, près de Portogruaro (du 16 novembre 1608 à avril ou mai 1609), puis à la cathédrale de Fano de 1610 à mars 1612.
De 1614 à 1617, il est responsable de son ordre religieux pour toute la province de Bologne qui, à cette époque, inclut Ferrare, Mantoue et Plaisance. En raison des relations conflictuelles avec ses confrères, il quitte son poste, mais doit également déménager à Busseto en 1623, puis au monastère de Saint-André à Gualtieri, près de Parme, où il meurt le 2 mai 1627.
Dans ses œuvres, Lodovico Viadana développe l'usage de la basse continue, une innovation musicale de la période baroque naissante. Il est le premier à lui donner une fonction de support harmonique (ou de remplacement) des voix dans son recueil Cento concerti con il basso continuo, paru à Venise en 1602.
Outre deux livres de canzone profanes (l'un à 3 voix ; l'autre à 4) et un livre de Sinfonie musicali à 8 voix, son legs relève de la musique sacrée, avec un grand nombre de messes, psaumes, motets, lamentations et un Magnificat.
La musique de Lodovico Grossi da Viadana a exercé une influence aussi bien en Italie qu'à l'étranger, en particulier en France, mais surtout en Allemagne, notamment sur les compositeurs Michael Praetorius, Heinrich Schütz et Johann Hermann Schein.

## Œuvres
- Cento concerti con il basso continuo (1602)
- Sinfonie musicali
- Primo libri di canzoni
- Secundo libri di canzoni

## Sources
- (en) Gustave Reese, Music in the Renaissance. New York, W.W. Norton & Co., 1954  (ISBN 0-393-09530-4)
- (en) Manfred Bukofzer, Music in the Baroque Era. New York, W.W. Norton & Co., 1947  (ISBN 0-393-09745-5)
- (en) Voce Lodovico Grossi da Viadana in The New Grove Dictionary of Music and Musicians, vol. 20, London, 1980  (ISBN 1-56159-174-2)